# Jorge Arganis Díaz Leal
Jorge Arganis Díaz Leal (Città del Messico, 19 febbraio 1943 – Città del Messico, 24 maggio 2024) è stato un politico e funzionario messicano.

## Biografia
Nato a Città del Messico il 19 febbraio 1943, studiò ingegneria civile presso la facoltà d'ingegneria dell'Università nazionale autonoma del Messico.
Nel 1963 lavorò all'UNAM, rimanendo per ventun anni. Nel 1971 entrò nell'azienda Pemex, divenendone consulente tecnico. Nel 1975 venne nominato direttore delle relazioni della Camera nazionale dell'industria delle costruzioni. Dal 1977 al 1997 lavorò presso l'azienda Ingenieros Civiles Asociados (ICA)..
Nel 1997 passò al settore pubblico, in particolare nell'amministrazione del governo del Distretto Federale Qui divenne direttore dell'impianto di asfalto. Dal 2002 al 2006 ricoprì l'incarico di responsabile della Direzione generale dei lavori pubblici, durante il governo della capitale di Andrés Manuel López Obrador.
Jorge Arganis Díaz Leal fu nominato segretario delle comunicazioni e dei trasporti nel luglio 2020 durante la presidenza di AMLO. Nell'ottobre 2021 il dicastero cambiò nome, includendo anche la responsabilità delle infrastrutture. Lasciò la carica il 15 novembre 2022 a causa di alcuni problemi di salute, venendo sostituito da Jorge Nuño Lara.
Jorge Arganis Díaz Leal morì a Città del Messico il 24 maggio 2024 all'età di 81 anni.